# 圣库唐
圣库唐（法語：Saint-Coutant，法語發音：[sɛ̃ kutɑ̃]）是法国德塞夫勒省的一个市镇，属于尼奥尔区。

## 地理
圣库唐（46°12'52"N, 0°0'7"E）面积11.94 平方千米，位于法国新阿基坦大区德塞夫勒省，该省份为法国西部内陆省份，北起曼恩-卢瓦尔省，西接旺代省，南至夏朗德省和滨海夏朗德省，东临维埃纳省。
与圣库唐接壤的市镇（或旧市镇、城区）包括：勒宰、克吕塞拉波姆赖、圣索利娜、圣樊尚拉沙特尔。

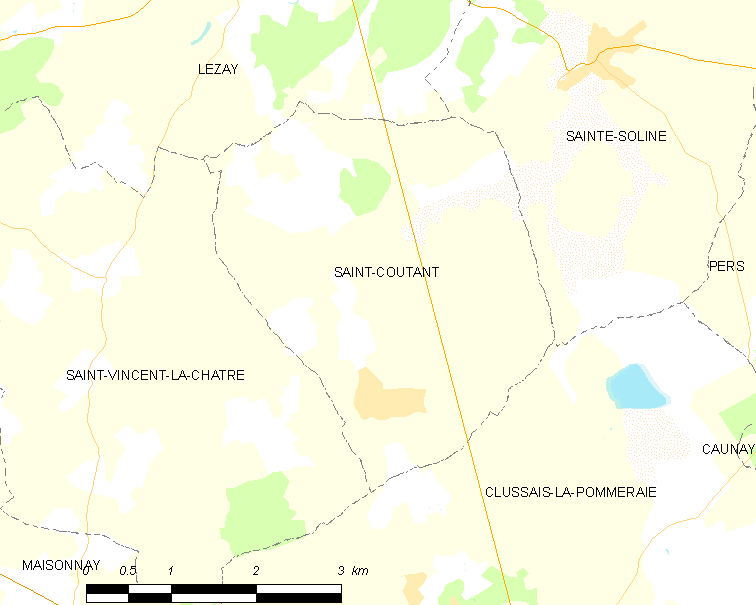
圣库唐的OSM定位图

圣库唐的时区为UTC+01:00、UTC+02:00（夏令时）。

## 行政
圣库唐的邮政编码为79120，INSEE市镇编码为79243。

## 政治
圣库唐所属的省级选区为贝勒河畔塞勒县。

## 人口

1962-2008年间圣库唐人口变化图示

圣库唐于2022年1月1日时的人口数量为277人。